# Cairo (hệ điều hành)
Cairo là tên mã cho một dự án tại Microsoft từ năm 1991 đến năm 1996. Điều lệ của nó là để xây dựng công nghệ cho một hệ điều hành thế hệ tiếp theo sẽ thực hiện tầm nhìn của Bill Gates "thông tin trong tầm tay của bạn." Cairo không bao giờ được ra mắt, nhưng những phần công nghệ của nó đã xuất hiện trên các phiên bản Windows khác.

## Tổng quan
Cairo được thông báo vào năm 1991 tại hội nghị Microsoft Professional Developers Conference bởi Jim Allchin. Nó được trình bày bản demo một cách công khai vào năm 1993 tại hội nghị Cairo/Win95 PDC. Microsoft đã thay đổi lập trường về Cairo nhiều lần, đôi khi gọi đó là một sản phẩm, thời gian khác đề cập đến nó như là một tập hợp các công nghệ này.

## Tính năng
Cairo đã sử dụng khái niệm phân phối máy tính để làm cho thông tin một cách nhanh chóng và liên tục qua một mạng lưới toàn cầu của máy tính.
Giao diện người dùng Windows 95 được dựa trên công việc thiết kế ban đầu đã được thực hiện trên giao diện người dùng Cairo. DCE/RPC vận chuyển trong Windows NT 3.1. Nội dung chỉ mục hiện nay là một phần của Internet Information Server và Windows Desktop Search
Các thành phần còn lại là hệ thống tập tin đối tượng. Nó đã từng được dự kiến sẽ được thực hiện theo hình thức WinFS như là một phần của Windows Vista nhưng phát triển đã bị hủy bỏ vào tháng 6 năm 2006, một số công nghệ của nó sáp nhập vào các sản phẩm khác của Microsoft như Microsoft SQL Server 2008, còn được biết đến dưới tên mã là "Katmai". Sau đó nó đã được xác nhận trong một cuộc phỏng vấn với Bill Gates rằng Microsoft đã lên kế hoạch di chuyển các ứng dụng như Windows Media Player, Windows Photo Gallery, Microsoft Office Outlook...vv để sử dụng WinFS như lưu trữ dữ liệu back-end.